# Iglesia Bautista del Calvario (Providence)
La Iglesia Bautista del Calvario es una iglesia histórica en la ciudad Providence, la capital del estado de Rhode Island (Estados Unidos).

## Descripción
En 1854, la Primera Iglesia Bautista de South Providence y la Quinta Iglesia Bautista se fusionaron para formar la Iglesia Bautista Amistad. La congregación construyó el edificio actual en dos fases. En el primero, una pequeña capilla (ahora frente a Stanwood Street) fue diseñada por Sidney Rose Badgley y construida en 1897. El rápido crecimiento de la congregación significó que este espacio era inadecuado poco después de que se completó, y el santuario principal más grande, una estructura de techo octogonal de estilo neogótico extraída de los planos de Badgley y Arthur Easton Hill, se construyó en 1905-1907. Después de mudarse a la nueva ubicación, la iglesia pasó a llamarse Iglesia Bautista Calvary. La casa de reuniones de la iglesia se agregó al Registro Nacional de Lugares Históricos en 1980. La congregación está actualmente afiliada a la denominación Iglesias Bautistas Americanas USA.